# Imago clipeata

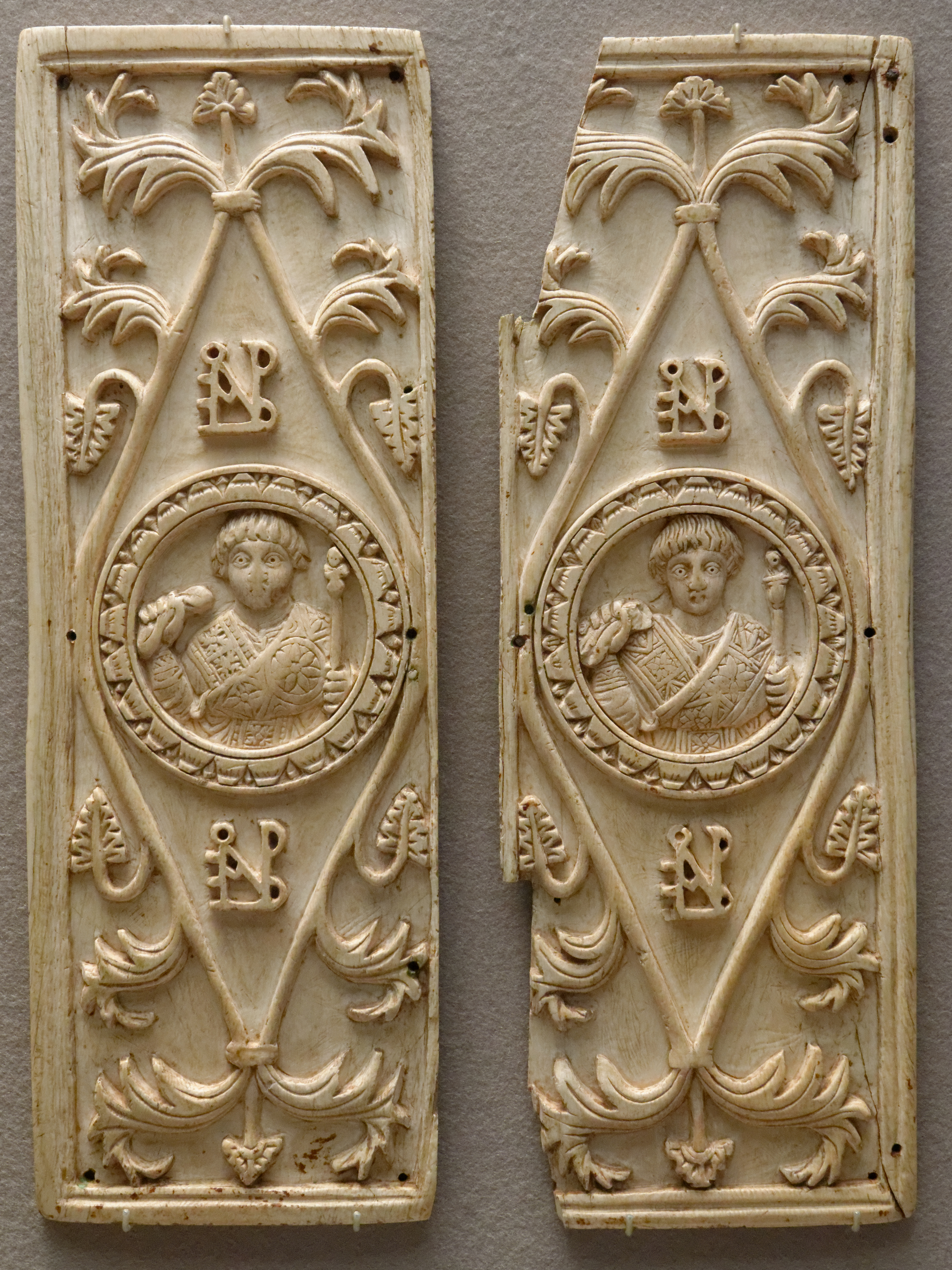
Dittico consolare di Areobindo, console nel 506: sono presenti due imagines clipeatae raffiguranti il magistrato

L'imago clipeata (plurale: imagines clipeatae) è un ritratto (latino: imago) racchiuso da  una cornice tonda, che ricorda uno scudo della stessa forma (detto in latino clipeus).
Questa tipologia di ritratto era tipica della Repubblica romana, in particolare delle gentes patrizie. Il culto degli antenati prevedeva infatti la conservazione delle maschere funerarie di cera dei membri della gens, che venivano portati nelle processioni: in seguito entrò in uso mostrare in queste occasioni dei ritratti all'interno di scudi tondi, le imagines clipeatae.
In seguito questa tipologia di ritratto entrò a far parte dell'iconografia funeraria romana sia pagana che paleocristiana (comparendo per esempio sui sarcofagi) come nella propaganda imperiale (con l'inserimento della imago clipeata dell'imperatore o del magistrato nei dittici consolari). Queste opere svolsero un ruolo importante nell'arte romana, incentivando lo sviluppo della ritrattistica realista.